# Hilarionita
La hilarionita es un mineral, arseniato hidratado de hierro con iones sulfato e hidroxilo, que fue descrito como una nueva especie a partir de ejemplares encontrados en la mina Hilarion, minas de Kamariza, Agios Konstantinos, distrito minero de Laurion, Ática (Grecia). El nombre deriva del de la mina en la que se encontró, que consecuentemente es la localidad tipo.

## Propiedades físicas y químicas
La hilarionita se encuentra como agregados divergentes de un tamaño de hasta 1 mm, formados por crecimientos subparalelos de fibras curvadas, que tienen aspecto de microcristales prismáticos, de distintos tonos de verde o amarillo con tintes grises. Los haces de fibras son flexibles, pero no elásticos, y tienen brillo entre sedoso y vítreo. Contiene pequeñas cantidades de cobre, zinc y fosfato. Está relacionada estructuralmente con la kankita.

## Yacimientos
La hilarionita es un mineral muy raro, formado en zonas de oxidación supergénica de sulfuros, que se ha encontrado hasta el momento en solamente dos localidades en el mundo, la mina Hilarion, en Grecia, que es la localidad tipo, y la mina Golosina, en Cuevas del Almanzora, Almería (España). En la mina Hilarion está asociada a goethita, bukovskyita, jarosita, melanterita, calcantita, alofana, yeso y azurita.